# Seznam poslancev Narodne skupščine Kraljevine SHS, izvoljenih v Ljubljanski in Mariborski oblasti
Seznam poslancev Narodne skupščine Kraljevine SHS, izvoljenih v Ljubljanski in Mariborski oblasti je krovni seznam, ki zajema sezname po posameznih mandatih:
- Seznam poslancev Narodne skupščine Kraljevine SHS, izvoljenih leta 1920 v slovenskem delu Kraljevine SHS
- Seznam poslancev Narodne skupščine Kraljevine SHS, izvoljenih leta 1923 v Ljubljanski in Mariborski oblasti
- Seznam poslancev Narodne skupščine Kraljevine SHS, izvoljenih leta 1925 v Ljubljanski in Mariborski oblasti
- Seznam poslancev Narodne skupščine Kraljevine SHS, izvoljenih leta 1927 v Ljubljanski in Mariborski oblasti